# Cinara grande
Cinara grande är en insektsart som beskrevs av Hottes 1956. Cinara grande ingår i släktet Cinara och familjen långrörsbladlöss. Inga underarter finns listade i Catalogue of Life.